# متنزه الأردن البيئي
منتزه الأردن البيئي (عُرف سابقا باسم منتزه شرحبيل بن حسنة) يعتبر محمية طبيعية في شمال الأردن يديرها أصدقاء الأرض في الشرق الأوسط. في أوائل عام 2000، قام أصدقاء الأرض في الشرق الأوسط  بتحديد المنطقة التي تحدد التهديدات البيئية، وتم منحها 11 هكتارا (110 دونم) من الأراضي من قبل سلطة وادي الأردن، والتي تشمل سد زقلاب تأسست (EcoPark) في عام 2004، عندما بدأت مجموعات من المتطوعين بإزالة القمامة من الموقع وزرع النباتات والأشجار المحلية. افتتحت الحديقة رسميا في 12 أبريل 2011 تحت رعاية الأمير الحسن بن طلال. علاوة على ذلك، حضر ممثلون وأعيان أردنيون، وكذلك السفير الأوروبي في الأردن. بالإضافة إلى الترميم الإيكولوجي، أنشأ أصدقاء الأرض في الشرق الأوسط بنية تحتية سياحية، بما في ذلك كبائن، ومركز ترحيب، وقاعة مؤتمرات، ومنطقة نزهة، ومخيم، والعديد من المسارات يتم دعم البنية التحتية من خلال مشاريع الطاقة المستدامة واستخدام المياه،  بما في ذلك نظام معالجة مياه الصرف، والطاقة الشمسية، والأجهزة الموفرة للطاقة. كما ترعى الحديقة أنشطة وورش عمل التثقيف البيئي.